# Hard Luck (film 1917)
Hard Luck è un cortometraggio muto del 1917 scritto e diretto da Arthur Hotaling. Prodotto dalla Essanay di Chicago, aveva come protagonista l'attore francese Rastrelli.

## Produzione
Il film fu prodotto dalla Essanay Film Manufacturing Company.

## Distribuzione
Distribuito dalla General Film Company, il film - un cortometraggio di una bobina - uscì nelle sale cinematografiche USA il 24 novembre 1917.